# Kistwurk
Kistwurk was het eerste Friestalige literaire internettijdschrift, met de schrijver Eeltsje Hettinga als drijvende kracht. Het werd van 2000 tot 2003 uitgegeven door de Stichting Cepher en verscheen acht keer ook in een papieren versie.
In 2003 nam Kistwurk het initiatief tot het boek Wrâld, finster, gedicht, een bundel waarvoor dertig Friese dichters hun favoriete gedicht uit de wereldliteratuur vertaalden en voorzagen van een toelichting op hun keuze. Een jaar later volgde de drietalige gedichtenbundel gjin Grinzen, de Reis/geen Grenzen, de Reis/no Borders, the Voyage, waarbij een in samenwerking met Omrop Fryslân tot stand gekomen cd met geluidsopnames van de medewerkende dichters was gevoegd. Dit boek, vormgegeven door Michiel Postma, werd in 2004 bekroond met de Liuweprint, de vormgevingsprijs van de Stichting It Fryske Boek.
De internettijdschriften Farsk (2003) en GO-GOL (2005) kunnen als opvolgers van Kistwurk worden beschouwd.